# Association Sportive Kaloum Star
L'	Association Sportive Kaloum Star è una società calcistica guineana con sede nella città di Conakry. Milita nella massima divisione guineana. 

## Palmarès

### Competizioni nazionali
- Campionato guineano: 12

1969, 1970, 1980, 1981, 1984, 1987, 1993, 1995, 1996, 1998, 2007, 2014
- Coppa di Guinea: 7

1985, 1997, 1998, 2001, 2005, 2007, 2015
- Supercoppa di Guinea: 1

2015

### Altri piazzamenti
- Coppa dei Campioni d'Africa:

Semifinalista: 1981
- Coppa CAF:

Finalista: 1995